# Мольяно-Венето

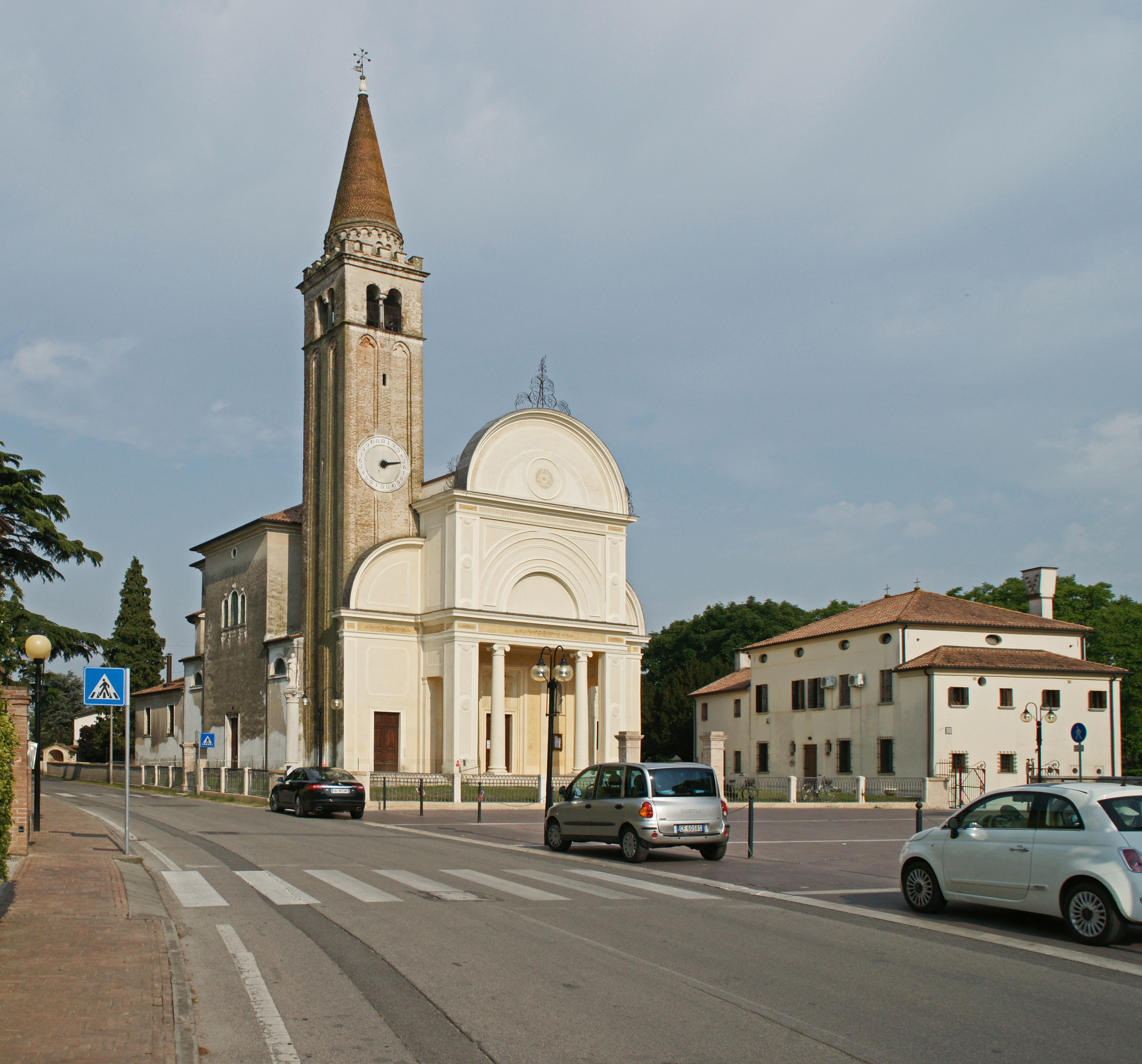
Santa Elena — Mogliano

Мольяно-Венето (итал. Mogliano Veneto) — коммуна в Италии, располагается в провинции Тревизо области Венето.
Население составляет 26 292 человека, плотность населения составляет 572 чел./км². Занимает площадь 46 км². Почтовый индекс — 31021. Телефонный код — 041.
В коммуне 15 августа особо празднуется Вознесение Девы Марии (Ассунта).

## Города-побратимы
- Сен-Жени-Пуйи (Франция, с 2006)